# Schnersheim
Schnersheim ist eine französische Gemeinde mit 1804 Einwohnern (Stand 1. Januar 2021) im Département Bas-Rhin in der Region Grand Est (bis 2015 Elsass). Seit dem 1. Mai 1972 gehören die Dörfer Avenheim und Kleinfrankenheim zu Schnersheim. Am 1. Januar 2015 wechselte die Gemeinde vom Arrondissement Strasbourg-Campagne zum Arrondissement Saverne. Schnersheim ist Mitglied der Communauté de communes du Kochersberg. Schnersheim liegt im Kochersberg an der Departementsstraße D 41, die Schnersheim mit Wiwersheim und Neugartheim-Ittlenheim verbindet.

## Bevölkerungsentwicklung
| Jahr      | 1962 | 1968 | 1975 | 1982 | 1990 | 1999 | 2006 | 2017 |
| Einwohner | 629  | 650  | 703  | 854  | 851  | 1001 | 1193 | 1613 |

## Persönlichkeiten
- Eugen Lang (1881–1966), Winzer, Präsident des badischen Weinbauverbandes